# Joseph Edouard Gaetjens
Joseph Edouard Gaetjens (Port-au-Prince, 19 de març de 1924 - Port-au-Prince, 10 de juliol de 1964) fou un futbolista haitià de la dècada de 1950.

## Trajectòria
Va jugar amb la selecció dels Estats Units a la Copa del Món del Brasil 1950, marcant el gol de la victòria dels americans enfront Anglaterra. També jugà un partit amb Haiti en les classificatòries del Mundial, davant Mèxic.
Pel que fa a clubs, ingressà a l'Etoile Haïtienne als 14 anys. Guanyà dues lligues nacionals els anys 1942 i 1944. El 1947 marxà a la ciutat de Nova York per estudiar a la Universitat de Colúmbia i jugà a l'equip Brookhattan de l'American Soccer League II, on fou màxim golejador. Acabada la Copa del Món de 1950 marxà a França per jugar breument al Racing Club de Paris, Troyes i a l'Olympique Alès, acabant la seva carrera a l'Etoile Haïtienne.
Amb l'arribada de François "Papa Doc" Duvalier al poder a Haití, el 8 de juliol de 1964 fou arrestat pels Tonton Macoutes i presumptament assassinat, ja que el seu cos mai va ser trobat. Joe Gaetjens fou inclòs de manera pòstuma al National Soccer Hall of Fame el 1976.